# Zendokai
Lo Zendokai è un'arte marziale basata sul karate giapponese che include tecniche di striking, grappling, proiezioni e leve, oltre che il combattimento a terra.
Ci sono 110 scuole di karate Zendokai in tutto il Giappone con oltre 12.000 membri. La zendokai come associazione si sta espandendo in tutto il mondo. Ogni parte della parola zendokai ha un significato in Giapponese "Zen" è una scuola di buddismo Mahayanna. Questa parola "Zen" significa "meditazione". Lo scopo della pratica Zen è scoprire la vera natura all'interno di ogni persona attraverso la meditazione e la consapevolezza dell'esperienza quotidiana, che fornirà nuove prospettive e intuizioni sull'esistenza, che alla fine porteranno all'illuminazione.
In Giappone, ci sono molte arti tradizionali che seguono la filosofia Zen, Zendokai crede che allenarsi nella mente attraverso la meditazione sia importante quanto allenare il corpo attraverso la pratica del karate

## Storia
La Zendokai Karate Association è stata fondata nel 1999 da un Maestro di Karate, Mr. Takashi Ozawa.
Questa arte marziale si distacca dal kudo prendendo distanza per quanto riguarda la visione del combattimento reale.
Per esempio il casco con la visiera viene utilizzato solo da chi ha un'età inferiore ai 18 anni e chi ha un'età superiore ai 35. I guanti utilizzati sono quelli da 7 oz con la possibilità di utilizzare le dita per proiezioni e leve.
Nell'età compresa dai 18 ai 35 anni si utilizza il casco senza visiera. In Italia lo zendokai esiste dal 2019 ed è rappresentato dal presidente Andrea Toselli.

## Cinture e gradi
Il progresso di apprendimento di un karateka Zendokai è indicato dal colore della sua cintura, che simboleggia un certo grado di studente (grado Kyū) o grado principale (grado Dan).  Un principiante inizia con la cintura bianca, la cintura più alta possibile è la decima cintura nera (10 ° dan).
Il seguente schema ci spiega la classificazione prima elencata:
| Grado            | 1º Dan | 2º Dan    | 3º Dan    | 4º Dan | 5º Dan    | 6º Dan  | 7º Dan    | 8º Dan   | 9º Dan | 10º Dan |
| Traslitterazione | Shodan | Nidan     | Sandan    | Yondan | Godan     | Rokudan | Shichidan | Hachidan | Kudan  | Jūdan   |
| Giapponese       | 初段   | 二段/弐段 | 三段/参段 | 四段   | 五段/伍段 | 六段    | 七段      | 八段     | 九段   | 十段    |

Una volta che uno studente ha acquisito una certa esperienza  per mezzo dell'allenamento richiesto, può sostenere gli esami per ottenere la cintura superiore successiva.  Negli esami si testano tecniche individuali statiche (Kihon Geiko), singole tecniche in movimento (Ido Geiko), tecniche di lancio (Nage Waza), tecniche di terra (Ne-Waza) e diverse forme di combattimento (Yakusoku Kumite, sparring).
Inoltre non si può fare più di due esami all'anno.

## Categorie di peso
Lo zendokai utilizza le categorie di peso come metodo di suddivisione per i match.
Le seguenti categorie sono la suddivisione in peso per gli uomini:
| Categoria: | sotto i 60 Kg   |
| Categoria: | 66 kg           |
| Categoria: | 73 kg           |
| Categoria: | 81 kg           |
| Categoria: | sopra gli 81 kg |

La seguente suddivisione è la divisione in peso valida per le donne:
| Categoria: | sotto i 48 kg |
| Categoria: | 52 kg         |
| Categoria: | 57 kg         |
| Categoria: | 63 kg         |
| Categoria: | sopra i 63 kg |

Le categorie elencate possono essere soggette a variazione in base al regolamento istituito per la competizione stabilita dagli organizzatori del torneo o dell'incontro.

## Dojo kun
Ci sono cinque regole centrali nello Zendokai che riflettono la mente e l'essenza:
1. Coltiviamo lo spirito e l'atteggiamento naturale dell'educazione alle arti marziali.
 一 つ, 我 々 は, 武 の 修業 を 通 じ, 自然 体 の 精神 を 涵養 す る こ と
2. Mostriamo rispetto per gli "Anziani" e tutti gli altri esseri viventi.
 一 つ, 我 々 は, 長 上 を 敬 し, 一切 衆生 を 尊重 す る こ と
3. Ci impegniamo per la pace e rispettiamo l'armonia in modo che la lotta non facciano male.
 一 つ, 我 々 は, 平和 和合 の 志 を 重 ん じ, 無 な る 闘 争 を 行 わ ざ る こ と
4. Alleniamo sia il corpo che la mente per onorare il Bunbu Ryōdō.
 一 つ, 我 々 は, 身心 を 練 磨 し, 文武 両 道 を 重 ん ず る こ と
5. Stiamo espandendo le arti marziali attraverso lo Zen, in modo che l'allenamento possa soddisfare l'intera vita.
 一 つ, 我 々 は, 拳 禅 一如 を 武 道 と し, 生涯 修業 の 道 を 全 う す る こ と